# 13286 Adamchauvin
13286 Adamchauvin eller 1998 QK53 är en asteroid i huvudbältet som upptäcktes den 20 augusti 1998 av LONEOS vid Anderson Mesa Station. Den är uppkallad efter Christiane Adam Chauvin.
Asteroiden har en diameter på ungefär 5 kilometer och den tillhör asteroidgruppen Vesta.